# Project Power
Project Power (lit. en català: Projecte Poder) és una pel·lícula de superherois nord-americana de 2020 dirigida per Ariel Schulman i Henry Joost, produïda per Eric Newman i Bryan Unkeless, i escrita per Mattson Tomlin. És protagonitzada per Jamie Foxx, Joseph Gordon-Levitt i Dominique Fishback com als papers principals de Machine Gun Kelly, Rodrigo Santoro, Amy Landecker i Allen Maldonado.
Es va estrenar el 14 d'agost de 2020 a Netflix.

## Argument
Una droga que impregna d'habilitat superhumana durant cinc minuts a qui la pren. Narra la recerca d'un home amb l'objectiu de rescatar la seva filla de les forces sinistres que hi ha darrere de la droga mentre assisteix a nous aliats.

## Repartiment
Aquests són els actors i personatges coneguts que interpreten:
- Jamie Foxx com a Art
- Joseph Gordon-Levitt com a Frank
- Dominique Fishback com a Robin
- Machine Gun Kelly com a Newt
- Rodrigo Santoro com a Biggie
- Amy Landecker
- Allen Maldonado
- Kyanna Simone Simpson
- Andrene Ward-Hammond
- Courtney B. Vance com a Captain Crane
- Casey Neistat
- Jim Klock
- Luke Hawx
- Janet Nguyen

## Producció
A l'octubre de 2017, es va anunciar que Netflix havia adquirit el guió específic de Mattson Tomlin Power en una guerra de licitacions amb diversos altres estudis. Ariel Schulman i Henry Joost dirigirien la pel·lícula, amb Eric Newman i Bryan Unkeless com a productors. Al setembre de 2018, Jamie Foxx, Joseph Gordon-Levitt i Dominique Fishback es van unir al ventall de la pel·lícula llavors sense títol. A l'octubre de 2018, Rodrigo Santoro, Amy Landecker, Allen Maldonado, Kyanna Simone Simpson, Andrene Ward-Hammond, Machine Gun Kelly i Casey Neistat es van unir al repartiment de la pel·lícula. Al novembre de 2018, Jim Klock es va unir al repartiment de la pel·lícula i al desembre de 2018, Courtney B. Vance també. Posteriorment, es va anunciar que la pel·lícula es titularia oficialment Project Power.

## Rodatge
El rodatge va començar el 8 d'octubre de 2018 i va concloure el 22 de desembre de 2018. Aquest va tenir lloc a Nova Orleans. El 31 d'octubre de 2018, Joseph Gordon-Levitt va resultar ferit durant el rodatge mentre anava amb bicicleta. Va publicar imatges de l'accident a Instagram.

## Estrena
Es va estrenar a Netflix el 14 d'agost de 2020.